# Eduardo, Duque de Edimburgo
Eduardo, Duque de Edimburgo, nascido Eduardo Antônio Ricardo Luís, em inglês: Edward Anthony Richard Louis; (Londres, 10 de março de 1964)  é um membro da família real britânica. Ele é o quarto e mais novo filho da rainha Isabel II e do príncipe Filipe, Duque de Edimburgo, e é o irmão mais novo do rei Carlos III. Quando nasceu, ele estava no 3.º lugar na linha de sucessão ao trono britânico e, atualmente, ocupa o 15.º lugar. 
Nascido no Palácio de Buckingham, Eduardo estudou na Heatherdown School e ganhou seu nível A na Gordonstoun antes de passar uma parte de seu ano letivo na Nova Zelândia. Ele estudou na Jesus College em Cambridge e se formou na Universidade de Cambridge em 1986 com um diploma de Bacharelado em História. Após uma breve passagem pela Marinha Real Britânica, Eduardo trabalhou como assistente de produção teatral na Really Useful Theatre Company antes de ajudar na produção televisiva. Mais tarde, ele formou sua própria companhia, a Ardent Productions.
Eduardo deixou a companhia em 2002 para começar a trabalhar em tempo integral como membro da família real, e assumiu compromissos em nome da Rainha. Ele tem patrocínio em mais de 70 instituições de caridade e organizações, incluindo o National Youth Theatre, a Sport and Recreation Alliance e a British Paralympic Association. Seu trabalho de caridade se concentra nas artes, atletismo e no desenvolvimento do Prêmio Duque de Edimburgo, que se concentra em torno da condição física, bem-estar e serviço comunitário.
Eduardo foi nomeado Conde de Wessex antes de se casar com Sofia Rhys-Jones, em 1999; recebeu o título adicional de Conde de Forfar em 2019; e no dia em que completou 59 anos de idade, em 10 de março de 2023, foi nomeado Duque de Edimburgo por seu irmão, o Rei Carlos III, título que antes havia pertencido ao pai. 

## Infância e educação
O Príncipe Eduardo nasceu em 10 de março de 1964, no Palácio de Buckingham, Londres, como terceiro filho homem e quarta criança da Rainha Isabel II com o Príncipe Filipe, Duque de Edimburgo. Ele foi batizado em 2 de maio de 1964, na capela particular do Castelo de Windsor. Os seus padrinhos foram: o príncipe Ricardo, Duque de Gloucester, o príncipe Luís de Hesse e Reno, o Antony Armstrong-Jones, 1.º Conde de Snowdon, a Catarina, Duquesa de Kent e a princesa Sofia da Grécia e Dinamarca.

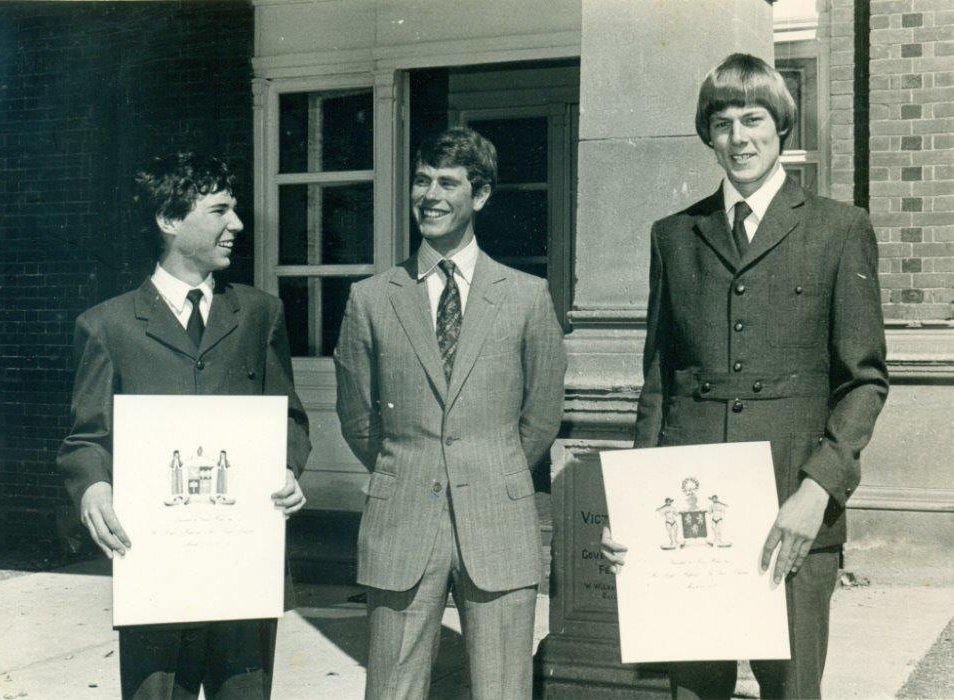
Príncipe Eduardo (centro) aos 19 anos com Sam Blanch (esquerda) e Robert Kirwood (direita) na inauguração de residências, 1983.

Como com seus três irmãos mais velhos Carlos, Ana e André, uma governanta foi designada para cuidar de Eduardo e foi responsável por sua educação precoce no Palácio de Buckingham antes de freqüentar o Collingham College em Kensington (então conhecido como Gibbs School). Em setembro de 1972, ele ingressou na Heatherdown School, perto de Ascot, em Berkshire. Mais tarde, como seu pai e irmãos mais velhos haviam feito antes dele, ele se mudou para Gordonstoun, no norte da Escócia. Eduardo obteve um grau C e dois graus D no nível A, e depois de deixar a escola passou um ano livre no exterior, trabalhando como tutor da casa e mestre júnior por dois mandatos na Escola Colegial Wanganui na Nova Zelândia.
Ao retornar à Inglaterra, Eduardo estudou na Jesus College em Cambridge, onde estudou História. Sua admissão em Cambridge, apesar de seus resultados de nível A, causou alguma controvérsia. Eduardo se formou em 1986 com um bacharelado (honras da segunda classe inferior).

## Pós-universidade

### Marinha Real
Ao deixar a universidade em 1986, Eduardo entrou para os Fuzileiros Navais Reais da Marinha Real Britânica, que alegadamente patrocinaram suas aulas na Universidade de Cambridge sob condição de serviço futuro. Em janeiro de 1987, ele desistiu do curso de comando após ter completado um terço dos 12 meses de treinamento. A mídia noticiou que a mudança provocou uma desistência do Príncipe Filipe, que era o Capitão Geral da Marinha Real naquela época e "reduziu seu filho a lágrimas prolongadas", enquanto outros afirmaram que Filipe era o membro mais simpático da família em relação à decisão de seu filho.

### Teatro e televisão

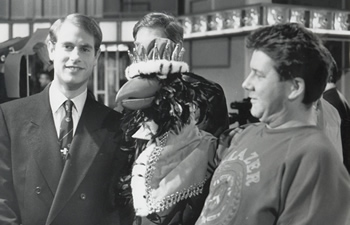
Príncipe Eduardo em visita aos estúdios da BBC.

Após deixar a marinha, Eduardo optou por uma carreira no entretenimento. Ele encomendou o musical de 1986 a Andrew Lloyd Webber e Tim Rice, para a comemoração dos 60 anos de sua mãe, o que levou a uma oferta de emprego na Lloyd Webber's Really Useful Theatre Company, onde trabalhou como assistente de produção em musicais como O Fantasma da Ópera, Starlight Express e Cats. Enquanto lá conheceu a atriz Ruthie Henshall, com quem namorou por três anos.
A primeira incursão de Eduardo na produção televisiva foi o programa The Grand Knockout Tournament, informalmente conhecido como It's a Royal Knockout, em 15 de junho de 1987, no qual quatro equipes patrocinadas por ele, pela Princesa Real e pelo Duque e Duquesa de Iorque competiram por caridade. O programa foi criticado pela mídia e pelo público, e mais tarde foi noticiado que a Rainha não era a favor do evento, tendo seus cortesãos desaconselhado. O programa arrecadou mais de £1.000.000 para suas instituições de caridade selecionadas.

### Ardent Productions
Em 1993, Eduardo formou a produtora de televisão Ardent Productions. Ardent estava envolvida na produção de vários documentários e dramas, mas Eduardo foi acusado na mídia de usar suas conexões reais para obter ganhos financeiros, e a empresa foi citada por alguns membros da indústria como "uma triste brincadeira" devido a uma percepção de falta de profissionalismo em suas operações. Andy Beckett, escrevendo no The Guardian, opinou que "ver as poucas dezenas de horas de emissão de Ardent é entrar num estranho reino onde todo homem na Grã-Bretanha ainda usa gravata, onde as peças para a câmera são feitas em saltadores de cricket, onde as pessoas apertam as mãos atrás das costas como guardas. As pausas comerciais estão cheias de anúncios de recrutamento do exército".
As produções da Ardent Productions foram recebidas melhor nos Estados Unidos e um documentário que Eduardo fez sobre seu tio-avô, Eduardo VIII (o falecido Duque de Windsor) em 1996, vendeu bem em todo o mundo. No entanto, a empresa relatou perdas todos os anos em que operava, com exceção de um quando Eduardo não recebia um salário. Uma equipe de filmagem de dois homens da Ardent supostamente invadiu a privacidade do sobrinho de Eduardo, o Príncipe Guilherme, em setembro de 2001, quando ele estava estudando na Universidade de St. Andrews, o que contrariou as diretrizes da indústria em relação à privacidade dos membros da família real; O pai de Guilherme, Carlos, Príncipe de Gales, ficou alegadamente indignado com o incidente. Em março de 2002, Eduardo anunciou que se demitiria como diretor de produção e diretor administrativo conjunto da Ardent para se concentrar em seus deveres públicos e apoiar a Rainha durante seu ano de Jubileu de Ouro. A Ardent Productions foi dissolvida voluntariamente em junho de 2009, com ativos reduzidos para apenas £40.

## Casamento e filhos

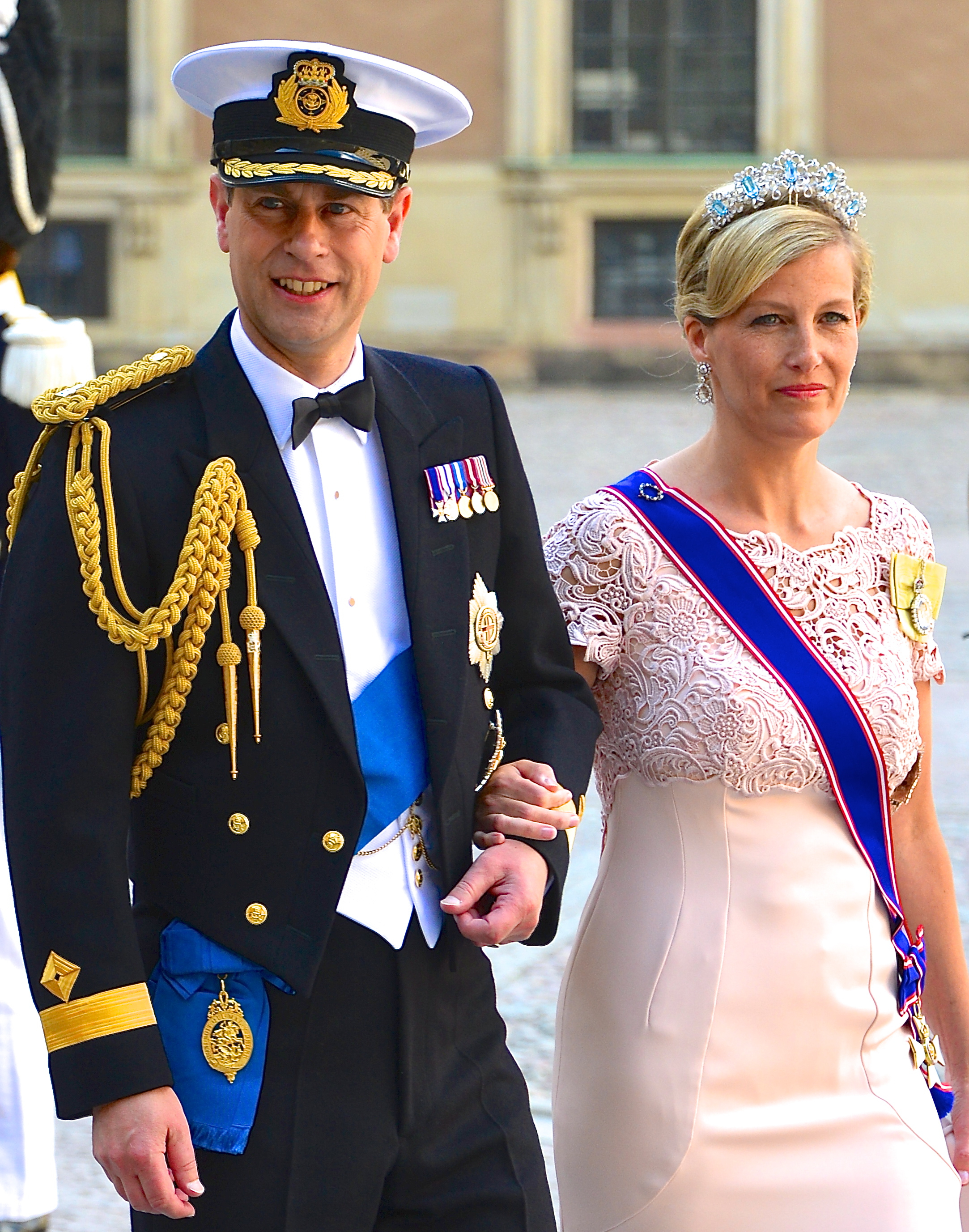
O Duque e Duquesa de Edimburgo em Estocolmo, Suécia (2013)

Eduardo conheceu Sophie Rhys-Jones, então executiva de relações públicas de sua própria firma, em 1994. Seu noivado foi anunciado em 6 de janeiro de 1999. Eduardo propôs à Sophie um anel de noivado Asprey and Garrard no valor estimado de £105.000: um diamante oval de dois quilates ladeado por duas pedras preciosas em forma de coração, colocadas em ouro branco de 18 quilates.
Seu casamento foi realizado em 19 de junho de 1999 na Capela de São Jorge no Castelo de Windsor. Foi contrário aos casamentos de seus irmãos mais velhos, que foram grandes e formais eventos na Abadia de Westminster ou na Catedral de São Paulo, e tinham terminado em divórcio. No dia de seu casamento, o Príncipe Eduardo recebeu o título de Conde de Wessex, com o título subsidiário de Visconde Severn (derivado das raízes galesas da família de sua esposa), rompendo com uma tradição segundo a qual os filhos do soberano eram criados duques reais. Entretanto, por vontade da Rainha, ele viria a ser nomeado Duque de Edimburgo (título que o pai de Eduardo, o Príncipe Felipe, teve de 1947 até sua morte em 2021) depois que o então Príncipe Carlos, seu irmão, se tornasse Rei com a morte da Rainha. O príncipe foi finalmente nomeado como Duque de Edimburgo em 10 de março de 2023 pelo rei Carlos III. Os filhos de Eduardo são referenciados como filhos de um Duque, e não como príncipes (Sua Alteza Real).
Ele e sua esposa têm dois filhos: Luísa Mountbatten-Windsor, nascida em 8 de novembro de 2003, e Jaime Mountbatten-Windsor, Conde de Wessex, nascido em 17 de dezembro de 2007. As crianças nasceram no Hospital Frimley Park, em Surrey. Eles residem no Bagshot Park, em Surrey, enquanto seu escritório e residência oficial em Londres ficam no Palácio de Buckingham.

## Deveres reais

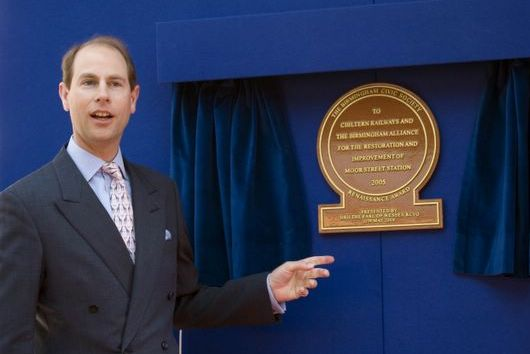
O Duque de Edimburgo no Renaissance Award da Sociedade Cívica em 11 de maio de 2006.

O Duque e a Duquesa de Edimburgo estabeleceram sua fundação, "The Wessex Youth Trust" em 1999, com o foco em ajudar, apoiar e promover instituições de caridade registradas que oferecem oportunidades especificamente para crianças e jovens. Seus patronatos incluem: a British Paralympic Association, a International Real Tennis Professionals Association, a Commonwealth Games Federation, BadmintonScotland, a Tennis and Rackets Association, City of Birmingham Symphony Orchestra and Chorus, London Mozart Players, Haddo House Choral and Operatic Society, Northern Ballet, o Edinburgh International Festival, e o Royal Birmingham Conservatoire.
O Duque de Edimburgo assumiu muitos deveres de seu pai, o Príncipe Felipe, Duque de Edimburgo, já que o príncipe reduziu seus compromissos e se aposentou dos deveres reais. O Príncipe Eduardo sucedeu o Príncipe Felipe como presidente da Federação dos Jogos da Commonwealth (vice-patrono desde 2006) e abriu os Jogos da Commonwealth de 1990 na Nova Zelândia e os Jogos da Commonwealth de 1998 na Malásia. Ele também assumiu o papel do príncipe no Esquema de Prêmios do Duque de Edimburgo, participando das cerimônias do Prêmio Ouro em todo o mundo.
Em setembro de 2007, o Duque visitou Israel em sua qualidade de presidente do Conselho Internacional do Prêmio do Duque de Edimburgo para participar de uma série de eventos organizados pelo programa do Prêmio da Juventude de Israel, uma afiliada do Prêmio do Duque de Edimburgo que foi fundado por seu pai para reconhecer adolescentes e jovens adultos por completarem uma série de exercícios de auto-aperfeiçoamento. Eduardo posteriormente tornou-se presidente do Prêmio Internacional do Duque de Edimburgo e promoveu seu trabalho em diferentes ocasiões Eduardo é também um curador da Associação Internacional de Prêmios, que "engloba o DofE UK e todas as suas outras 61 Autoridades Nacionais de Prêmios em todo o mundo" Ele também foi presidente de seu conselho internacional e em 1999 fundou o Grupo Internacional de Projetos Especiais "para fornecer um fundo de capital para ampliar o alcance do Prêmio".

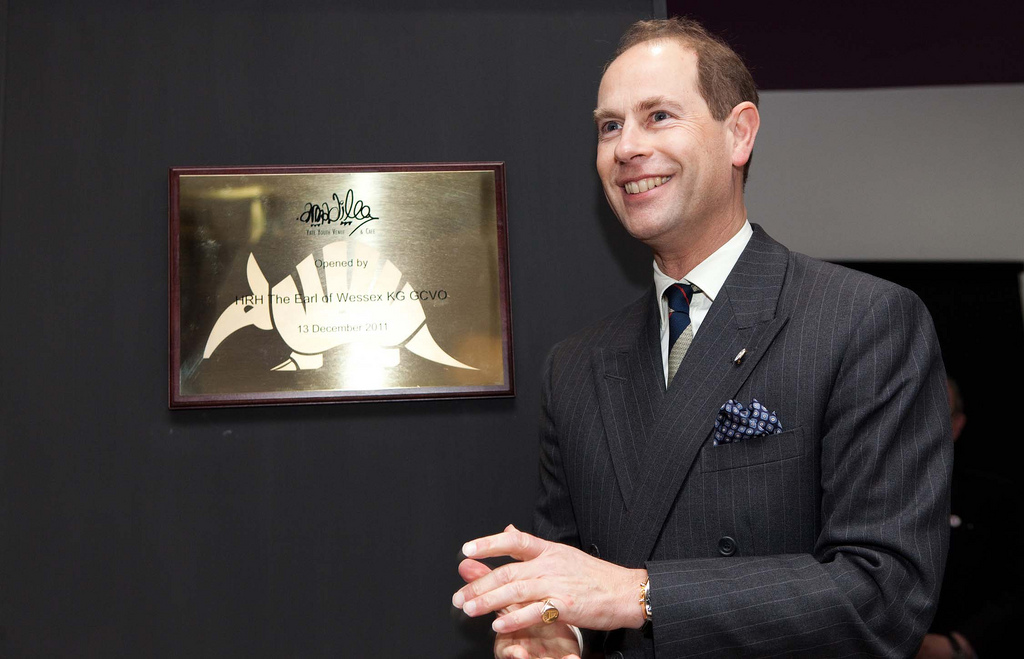
O Duque de Edimburgo na inauguração de um centro juvenil em Yate em 2011.

Em junho de 2011, Eduardo visitou Baltimore para conhecer os alunos e funcionários da Living Classrooms Foundation e incentivá-los a participar do programa do Prêmio Duque de Edimburgo. Em dezembro de 2011, o Duque e a Duquesa de Edimburgo visitaram tropas no Afeganistão. Na mesma viagem, o casal real visitou Bahrein e recebeu dois presentes de jóias da família real Bahrein e do Primeiro Ministro. Dada a preocupação com as violações dos direitos humanos no Bahrein, este presente atraiu controvérsia, com apelos para que as jóias fossem vendidas, e os lucros utilizados em benefício do povo bahraini. Em fevereiro e março de 2012, o casal visitou o Caribe para o Jubileu de Diamante da Rainha. O itinerário consistia em Santa Lúcia; Barbados, São Vicente e Granadinas; Granada; Trinidad e Tobago; Montserrat; São Cristóvão e Nevis; Anguila; Antígua e Barbuda. Os destaques incluíram as celebrações do Dia da Independência em Santa Lúcia, dirigindo-se conjuntamente ao Senado e à Assembléia de Barbados, e uma visita aos locais afetados pelas erupções vulcânicas em Montserrat.

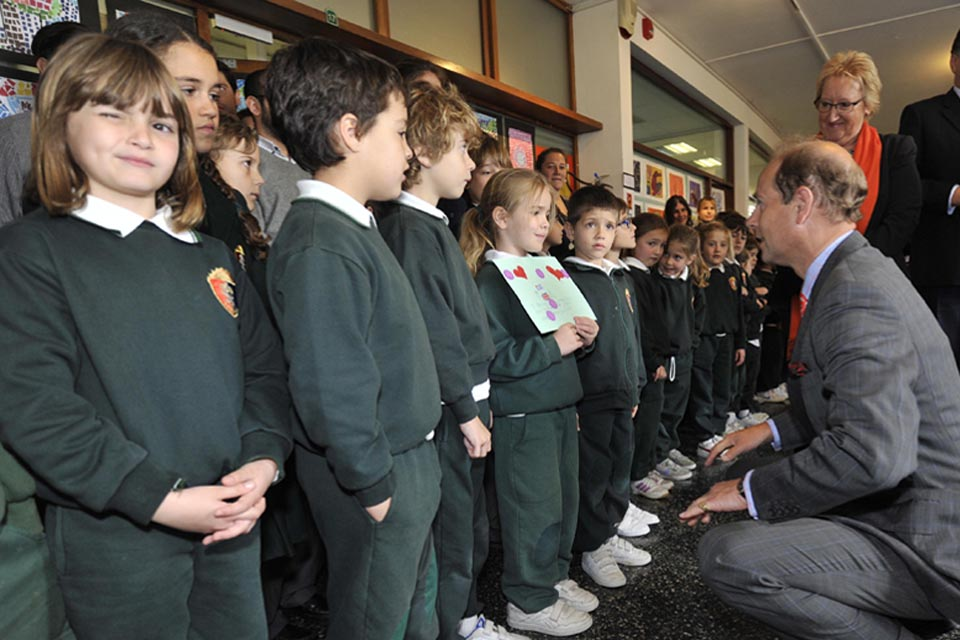
O Duque de Edimburgo em uma visita ao Uruguai em setembro de 2016.

Em 2013, o casal visitou a África do Sul. A Rainha nomeou o Duque de Edimburgo como Senhor Alto Comissário na Assembléia Geral da Igreja da Escócia para 2014. Em 2015, por suas contribuições a projetos associados ao badminton, Eduardo recebeu a Medalha do Presidente pela Federação Mundial de Badminton, o Presidente Poul-Erik Høyer. Em maio de 2016, o Duque visitou Gana. Em setembro de 2016, Eduardo viajou ao Chile como parte do aniversário do Prêmio Duque de Edimburgo e visitou projetos da British and Commonwealth Fire and Rescue Company e da Universidade de Cultura Chileno-Britânica, da qual ele é membro honorário e patrono, respectivamente. O Duque e a Duquesa de Edimburgo representaram a Rainha nas Celebrações do 50º Aniversário da Adesão do Sultão Hassanal Bolkiah ao Trono de Brunei em outubro de 2017. Em fevereiro de 2018, o Duque e a Duquesa visitaram o Sri Lanka, participando das celebrações do 70º Dia da Independência em Colombo. Em abril de 2018, o Duque visitou a Austrália para assistir aos XXI Jogos da Commonwealth e participar dos eventos de arrecadação de fundos para os participantes dos desafios do Prêmio Duque de Edimburgo.

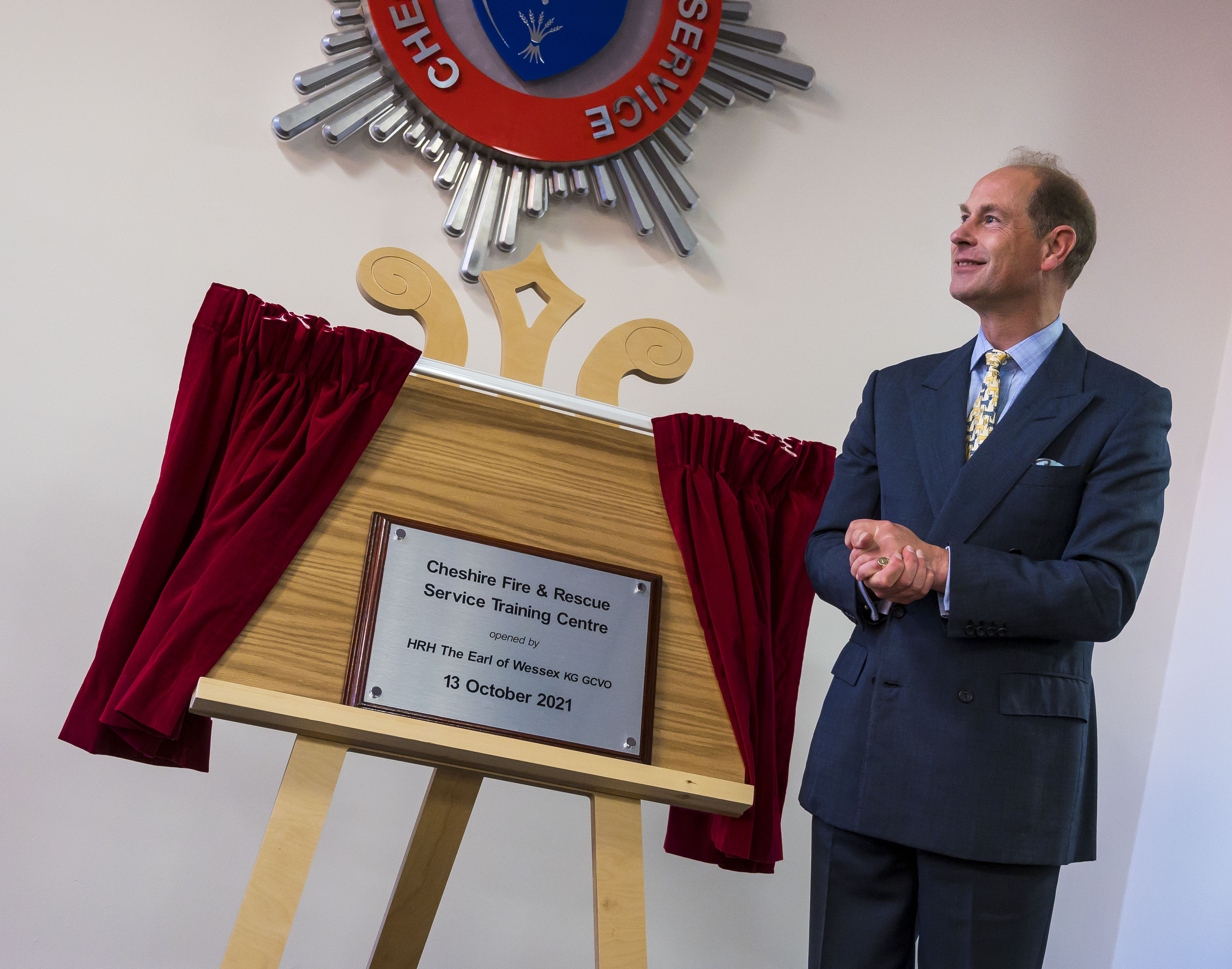
O Duque de Edimburgo abrindo um centro de treinamento em outubro de 2021.

Vinte anos após sua criação, o "Wessex Youth Trust" mudou seu nome para "The Earl and Countess of Wessex Charitable Trust", administrado pelo escritório particular dos então Conde e Condessa de Wessex. O Trust continuará a desenvolver relações sustentáveis com uma série de instituições de caridade parceiras selecionadas, e expandirá suas atribuições além do apoio a crianças e jovens. Em julho de 2019, o Duque e a Duquesa visitaram Forfar em sua primeira visita oficial à cidade desde que a Rainha concedeu ao Duque o título adicional de "Conde de Forfar" em março de 2019. O Duque foi presenteado com o tartan "Conde de Forfar", que foi desenhado pela Companhia de Lã Strathmore Woollen de Forfar para celebrar seus novos títulos.

## Títulos e honrarias

### Títulos e estilos

Monograma Real

- 10 de março de 1964 – 19 de junho de 1999: Sua Alteza Real, o Príncipe Eduardo
- 19 de junho de 1999 – 10 de março de 2023: Sua Alteza Real, o Conde de Wessex
  - 10 de março de 2019 – 10 de março de 2023: Sua Alteza Real, o Conde de Forfar (na Escócia) [59][60]
- 10 de março de 2023 – presente: Sua Alteza Real, o Duque de Edimburgo

Antes do casamento de Eduardo em 1999, comentaristas reais conjecturaram que antigos ducados reais como Cambridge ou Sussex poderiam ser concedidos a ele. Em vez disso, o Palácio de Buckingham anunciou a intenção de que o príncipe Eduardo acabasse sendo criado Duque de Edimburgo.
Em seu casamento, em 1999, o príncipe foi enobrecido em consonância com a tradição, no entanto, ele foi o primeiro príncipe desde os Tudor's a ser conhecido como um conde, em vez de um duque (enquanto reservava o posto de duque para o futuro). O tablóide inglês Sunday Telegraph relatou que ele foi atraído para o Earldom of Wessex depois de assistir ao filme Shakespeare in Love de 1998, no qual um personagem com esse título é interpretado por Colin Firth .
Em 10 de março de 2019, no seu 55.º aniversário, o Conde de Wessex recebeu o título adicional de "Conde de Forfar" para uso na Escócia.
Em seu 59.º aniversário, no dia 10 de março de 2023, o Príncipe Eduardo foi nomeado por seu irmão, o Rei Carlos III, como "Duque de Edimburgo", título que anteriormente tinha sido detido por seu pai, o falecido Príncipe Felipe, Duque de Edimburgo. Destaque-se que tal título é vitalício, portanto não será herdado pelos descendentes do Duque de Edimburgo.

Armas do príncipe Eduardo, Duque de Edimburgo

### Honrárias

#### Honrárias britânicas
- 2 de junho de 1997:  Medalha comemorativa do Jubileu de Prata da Rainha Isabel II.[53][66]
- 2 de junho de 2002:  Medalha comemorativa do Jubileu de Ouro da Rainha Isabel II.[53][66]
- 23 de abril de 2004:  Cavaleiro Real da Mais Nobre Ordem da Jarreteira (KG).
- 11 de março de 2011:  Cavaleiro da Grande Cruz da Real Ordem Vitoriana (GCVO).[67]
  - 2 de junho de 2003 – 10 de março de 2011: Cavaleiro Comandante da Real Ordem Vitoriana (KCVO).
  - 10 de março de 1989 – 2 de junho de 2003: Comandante da Real Ordem Vitoriana (CVO).
- 2 de junho de 2012:  Medalha Comemorativa do Jubileu de Diamante da Rainha Isabel II.[53][66]
- 2 de junho de 2022:  Medalha comemorativa do Jubileu de Platina da Rainha Isabel II.
- 10 de março de 2024:[] Cavaleiro real da mais antiga e nobre Ordem do Cardo-selvagem

#### Honorárias estrangeiras
- 2 de setembro de 1990:  Medalha Comemorativa de Serviço da Nova Zelândia ().[68][66]
- 10 de abril de 1992:  Medalha comemorativa do Jubileu de Prata do Sultão do Brunei ().[69]
- 5 de novembro de 2005:  Membro Honorário da Ordem de Mérito de Saskatchewan (SOM) ().[70][66]
- 6 de julho de 2005:  Medalha Comemorativa do Centenário de Saskatchewan ().
- 29 de outubro de 2015:  Condecoração das Forças Armadas do Canadá ().[70][66]
- 5 de outubro de 2017:  Medalha Comemorativa do Jubileu de Ouro do Sultão de Brunei ().[53]

## Descendência
| Nome                           | Nascimento             |
| ------------------------------ | ---------------------- |
| Lady Luísa Windsor             | 8 de novembro de 2003  |
| Jaime Windsor, Conde de Wessex | 17 de dezembro de 2007 |